# Dawid z Dinant
Dawid z Dinant (ur. ok. 1160, zm. ok. 1217) – średniowieczny teolog i filozof, komentator pism Arystotelesa. Był uczniem Amalryka z Bène i kapelanem Innocentego III. Jego własne dociekania filozoficzne doprowadziły go do - zdaniem Kościoła - herezji panteizmu. Napisał komentarz Quaternuli, odnaleziony we fragmentach w 1933 roku. Wraz z Amalrykiem został potępiony na synodzie paryskim w 1210, a jego pisma spalone.
Jego pogląd filozoficzny można też odtworzyć pośrednio z pism Alberta Wielkiego, Tomasza z Akwinu oraz Mikołaja z Kuzy. Polskie wydanie "Quaternulorum fragmenta" opracował Marian Kurdziałek. Opublikowane zostało w trzecim tomie "Studiów Mediewistycznych" z roku 1963.